# Voineasa (Vâlcea)
Voineasa is een Roemeense gemeente in het district Vâlcea.
Voineasa telt 1661 inwoners.